# SQUID

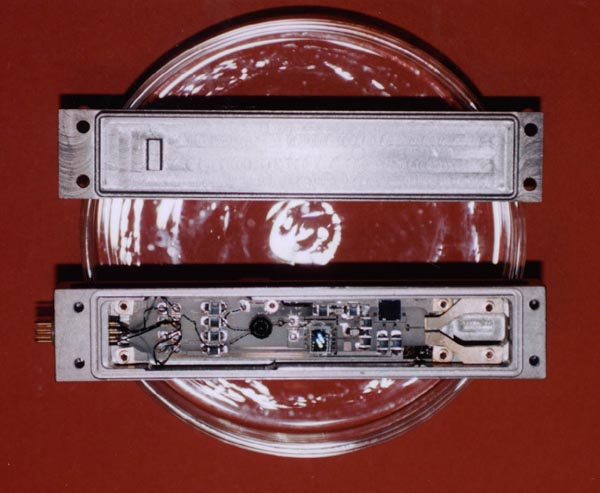
Een prototype van een SQUID

Een SQUID (superconducting quantum interference device) is een bijzonder gevoelige detector voor magnetische velden. De SQUID maakt gebruik van supergeleiding bij lage temperatuur en steunt op een kwantumeffect en interferentie. SQUIDs bestaan sinds 1962 (zie de tijdbalk van de materiaaltechnologie). Een SQUID bestaat uit twee of meer josephson-juncties. Met twee juncties ontstaat interferentie tussen de twee en verandert de stroom door de twee juncties naar verhouding sterk voor maar kleine veranderingen in het magnetisch veld. Met twee juncties is het dus al mogelijk om een magnetisch veld op 10−11 tesla nauwkeurig te meten. Met een interferometer van nog meer juncties is de nauwkeurigheid nog hoger. SQUIDs werden bijvoorbeeld toegepast in het experiment MiniGrail om zwakke gravitatiegolven te meten, en voor nauwkeurige metingen aan paleomagnetische gesteentemonsters.